# Todo bitchig
Pour l’article homonyme, voir bitchig.

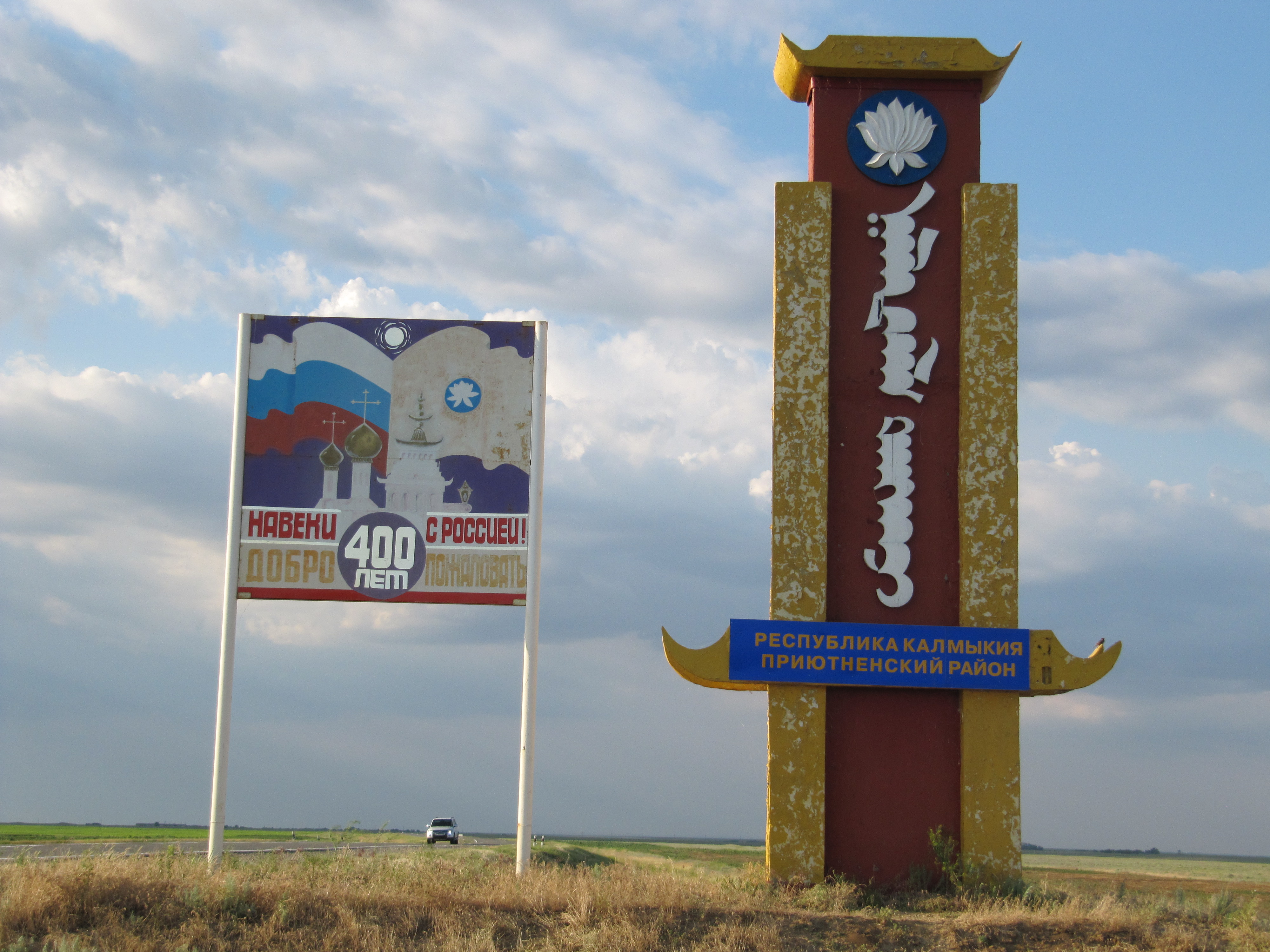
Panneau d'entrée en Kalmoukie comportant du todo.

Le todo bitchig (en oïrat : ᡐᡆᡑᡆ ᡋᡅᡒᡅᡎ todo bičig ; en kalmouk : тод бичг, [tʰot pit͡ʃʰə́k] ; en mongol : тод бичиг), traduit littéralement du mongol classique par écriture claire, est une écriture mongole créée par le moine bouddhiste oïrat Dalaï Zaya Pandita Oktorguin (1599 — 1662) pour l'oïrate littéraire.
Il est basé sur l'écriture mongole traditionnelle dite « hudum » en oïrat, avec l'objectif de distinguer tous les sons de la langue orale et de rendre plus facile la transcription du tibétain et du sanskrit.
L'alphabet tod bitchig se compose de 36 lettres dont 26 principales et dix pour les mots étrangers. La particularité de cette écriture est l'ajout de lettres pour transcrire les phonèmes issus du mongol bitchig, transcrire les voyelles longues dans la langue orale et l'utilisation d'une lettre spécifique pour la consonne palatale de l'accent oïrate.
Cette écriture est utilisée par les différents peuples oïrats que sont les Ölöts, les Torgouts, les Dzoungars et les Kalmouks de Kalmoukie,.